# Lisvane
Lisvane är en community i Storbritannien.   Den ligger i kommunen Cardiff och riksdelen Wales, i den södra delen av landet, 210 km väster om huvudstaden London.
Lisvane är en förort i den nordligaste delen av Cardiff på gränsen till Caerphilly.